# Octavian Vasu
Octavian Vasu (n. ? - d. ?) a fost un avocat din Făgăraș și un înalt funcționar român, cunoscut pentru faptul că a fost primul prefect român al județului Făgăraș, pentru implicarea în activitatea de organizare a Primului Corp al Voluntarilor Români din Rusia și pentru calitatea de membru ales al Marelui Sfat Național Român.

## Activitate
Între 1896 și 1897 a fost bursier al Fundației Gojdu la Budapesta. S-a aflat în perioada 1907-1910
în comitetul de conducere la revistei „Țara Oltului”, alături de Ioan Șenchea și Nicolae Șerban.
Un bun cunoscător atât al limbii ruse cât și al firii și obiceiurilor rusești, a fost un bun ambasador al voluntarilor români din Rusia pe lângă toate autoritățile Imperiului. Astfel la numai câteva zile după constituirea Comitetul executiv al voluntarilor români de al Darnița a trimis la Petrograd în calitate de conducător al unei delegații a respectivului Comitet.
La propunerea Resortului Interne al Consiliului Dirigent, a fost numit la 29 decembrie 1918 prefect al județului Făgăraș, funcție pe care a preluat-o pe data de 4 ianuarie 1919.